# Joseph Steinweg
Joseph Anton Hubert Steinweg (Rotterdam, 19 maart 1876 - Roermond, 1 januari 1973) was een Nederlands RKSP-politicus.
Steinweg was achtereenvolgens burgemeester van Goirle, Heumen, Ambt Delden en Stad Delden, Roermond en Nijmegen. Hij trad in Nijmegen af onder druk van de Duitse bezetter. Zijn installatie in Nijmegen is gefilmd en bevindt zich bij de Stichting Nijmegen Blijft in Beeld te Nijmegen. Hij is onderscheiden als Ridder in de Orde van de Nederlandse Leeuw en als Commandeur in de Orde van Sint-Sava. Zijn zoon Paul Steinweg was in navolging van zijn vader van 1946 tot 1982 burgemeester en wel van Son en Breugel.

## Trivia
- In Delden is de Steinwegstraat naar hem genoemd
- In Nijmegen is de Steinweglaan naar hem genoemd.
- In Roermond is de Burgemeester Steinwegstraat naar hem genoemd.